# Non perdiamoci di vista
Non perdiamoci di vista è stato un programma televisivo del 2008 scritto e condotto da Paola Cortellesi.

## Il programma
Lo show era ispirato, nella forma e nella scenografia, ai classici varietà italiani anni sessanta come Studio Uno: Non perdiamoci di vista si componeva di varie performance (vocali, recitative e satiriche) di Paola Cortellesi, coadiuvata dal co-presentatore Francesco Mandelli ed intervallate da interventi di ospiti esterni. Ogni puntata aveva un tema dominante, e tutti gli interventi si concentravano su di esso; oltre a questi, venivano presentate alcune testimonianze di persone comuni inerenti al tema. Altri aspetti fissi erano una parodia del programma TV Voyager, un monologo scritto da Massimiliano Bruno e recitato dalla Cortellesi, uno sketch alla chitarra di Fabrizio Casalino nei panni del cantautore Pier Morbido e, a conclusione dello show, una rivisitazione in chiave comica di un noto testo teatrale.
Il programma venne trasmesso dallo Studio 15 di Cinecittà, e la scenografia, di Emanuela Trixie Zitkowsky, ricordava un hangar per aerei, dove al posto del carro ponte in aria c'era una pedana scorrevole a terra, ed un'orchestra guidata da Rocco Tanica era collocata a fianco al palco.

## Puntate e ascolti
| Puntata | Messa in onda    | Tema         | Ospiti | Testo teatrale parodiato                   | Telespettatori | Share |
| ------- | ---------------- | ------------ | --- | ------------------------------------------ | -------------- | ----- |
| 1       | 6 novembre 2008  | Lavoro       | Isabella Ferrari, Valerio Mastandrea, Gialappa's Band, Piera Degli Esposti, Frankie hi-nrg mc, Gianni Morandi, Caparezza           | Otello di William Shakespeare              | 1 487 000      | 5,50% |
| 2       | 13 novembre 2008 | Diversità    | Claudio Santamaria, Pierfrancesco Favino, Neri Marcorè, Michele Placido, Negramaro, Daniele Silvestri, Fabio Ferri, Margherita Buy | Romeo e Giulietta di William Shakespeare   | 1 566 000      | 5,83% |
| 3       | 20 novembre 2008 | Paura        | Tiziano Ferro, Claudia Pandolfi, Lucia Ocone, Raul Cremona, Negrita, Emilio Solfrizzi                                              | Antonio e Cleopatra di William Shakespeare | 1 670 000      | 6,22% |
| 4       | 27 novembre 2008 | Il bel paese | Jovanotti, Cristiana Capotondi, Giobbe Covatta, Flavio Insinna, Subsonica                                                          | Cyrano de Bergerac di Edmond Rostand       | -              | 4,23% |
| 5       | 4 dicembre 2008  | Donne        | Giorgia, Claudia Gerini, Neri per Caso, Stefania Rocca, Franca Leosini                                                             | Storia della mia vita di Giacomo Casanova  | 1 284 000      | 4,87% |
| Media   | Media            | Media        | Media | Media                                      | 1 501 000      | 5,33% |

## Imitazioni e sketch
A fianco ai nomi sono indicate le puntate in cui vengono eseguiti.
- Daniela Santanchè 1, 2, 3, 4, 5
- Sarah Palin 1
- Franca Leosini 1, 2, 3, 4, 5
- Mariastella Gelmini 1, 2, 3, 4
- Michelle Obama 2
- Sharon e Magica Trippy 2, 5
- Letizia Moratti 3, 4, 5
- Silvana de La vita in diretta 4, 5
- Stefania Prestigiacomo 5
- Wooden Chicks 5